# Kig
Kig (KDE Interactive Geometry) és un joc interactiu de geometria lliure i de codi obert, que forma part del KDE edutainment project. Té força facilitats per escriure en Python, com també creant macros de construccions existents.

## Importació i exportació
Kig pot importar arxius creats per DrGeo i Cabri Geometry, així com el seu propi format d'arxiu, que és XML codificat. I pot exportar dades en format LaTeX i com a arxius SVG (gràfics vectorials).